# Asferg-stenen
Asferg-stenen er en runesten, fundet i Asferg i 1795. Runestenen blev opgravet sammen med en mængde andre sten ved sløjfning af en høj på Ejstrup mølles mark. Kåtbæk løber lige i nærheden. En forbipasserende bonde afskrev runerne, men alligevel blev stenen anvendt til brosten uden for gangdøren til Ejstrup mølle. I 1825 kom runestenen til København, hvor den blev opstillet i Rundetårn, og herfra kom den til Nationalmuseet i 1867, hvor den nu står i Runehallen. Asferg-stenen er fundet i det område af Danmark, hvor der er rejst flest runesten i den sene vikingetid omkring 970-1020 e.Kr., nemlig i området mellem Randers, Hobro og Viborg. Her er rejst omkring 30 runesten. Asferg ligger nord for Randers, og nogle af de nærmestliggende runesten er Runestenen Spentrup 1, Runestenen Glenstrup 2 og Runestenen Hobro 2. 

## Indskrift
| Translitteration | : þurgiR : tuka : sun : risþi : stin : þąnnsi : iftiR : mula : bruþr : sin : harþą : kuþru : þin : |
| Transskription   | ÞōrgēRR Tōka sun rēsþi stēn þannsi æftiR Mūla, brōð[u]r sinn, harða gōðan þe[g]n.                  |
| Oversættelse     | Thorgeir, Tokes søn, rejste denne sten efter Mule, hans broder, en meget god thegn.                |

Indskriften er ristet i en overgangsform mellem bustrofedon og konturordning og begynder i stenens nederste venstre hjørne. Indskriften har nogle fejlristninger, f.eks. dobbelt n i þąnnsi og kuþru i stedet for kuþan.